# Павлів Йосип Петрович
Йосип Петрович Павлів (29 травня 1940, Добротвір — 10 листопада 2008, Київ) — український прозаїк, член Національна спілка письменників України 1987 року.

## Життєпис
Народився 29 травня 1940 року на хуторі Добротворі (тепер селище міського типу Кам'янка-Бузького району Львівської області). Був сьомою дитиною в селянській родині. Закінчив Львівський політехнічний інститут та у 1977 році Літературний інститут імені Горького в Москві.
В 1960–1980-х роках друкувався в найбільших літературних журналах Радянського Союзу, таких як «Полярна Зірка», «Далекий Схід». Окремі нариси неодноразово публікувалися в газеті «Комсомольська правда», в 1970-х і початку 1980-х років. Також друкувався в літературних журналах України — «Дніпро», «Україна».
Понад 20 років прожив в Росії, в основному в Якутії і на Далекому Сході в Хабаровському краї, де і створив свою найбільш відому повість «Слідами соболят».
У 1985 році повернувся з Росії в Україну. Жив в Ніжині та Києві. У 1987 році був прийнятий до Спілки письменників СРСР, після розпаду СРСР став членом Спілки письменників України.
У 2004 році переїхав в Нью-Йорк, але незабаром повернувся на батьківщину. Помер 10 листопада 2008 року. Похований в Києві на Байковому кладовищі (ділянка № 33).

## Доробок
- Слідами соболят: повісті, оповідання. Київ: «Радянський письменник», 1989. 382 с. ISBN 5-333-00251-7
- Сніги цвітуть: повість і оповідання. Київ: «Молодь», 1985. 214 с.
- Борис Черняк та інші: повість. «Дніпро». 1984. № 1. С. 12-82
- Майстер: оповідання. Київ: «Літературнохудожній та громадсько-політичний журнал Спілки письменників України та Київської письменницької організації». 1985. № 12. С. 3-7